# Gypona puertoricensis
Gypona puertoricensis är en insektsart som beskrevs av Caldwell 1952 . Gypona puertoricensis ingår i släktet Gypona och familjen dvärgstritar. Inga underarter finns listade i Catalogue of Life.